# 이설아 (가수)
이설아(1994년 ~)는 대한민국의 싱어송라이터이다. 제24회 유재하 음악경연대회(2013년 개최) 금상 수상자이다.

## 음반 목록

### 정규
- 2023년 10월 8일 : <작은 마을>
- 2019년 5월 26일 : <못다한 말들, Part.1> 2019년 11월 4일 : <못다한 말들, Part.2>

### EP
- 2022년 11월 26일 : <Scene>
- 2021년 1월 26일 : <더 궁금할 게 없는 세상에서>
- 2016년 7월 18일 : <네가 곁에 있었으면 해>

### 싱글
- 2025년 6월 2일 : <언어도단>
- 2023년 9월 6일 : <배웅>
- 2022년 6월 20일 : <비가 오시네요>
- 2022년 1월 8일 : <바다가 보이는 곳에서 살아요>
- 2020년 5월 4일 : <성숙한 마음으로 무모하게>
- 2018년 8월 28일 : <어디에나 있지만 어디에도 없네>
- 2017년 10월 20일 : <그냥 있자>
- 2017년 6월 26일 : <넌 새로워>
- 2016년 12월 14일 : <말을 건다>
- 2016년 6월 23일: <별이 내리는 길목에서>

### OST / 방송
- 2015년 6월 25일: <구여친클럽 OST Part.3 '무궁화 꽃이 피었습니다'>
- 2015년 9월 8일: <막돼먹은 영애씨 시즌 14 OST Part.5 '오늘을 보낸다'>
- 2014년 11월 30일: <K팝 스타 시즌4 `엄마로 산다는 것은`>

### 옴니버스
- 2017년 12월 15일 : <마음으로 부르는 노래>
- 2014년 5월 30일 : <제24회 유재하 음악경연대회 '운다'> (금상 수상)